# The Virus (gruppo musicale)
I The Virus sono stati un gruppo statunitense di genere punk rock.

## Storia
La band, originaria di Philadelphia, è stata in attività dal 1998 al 2004.
La formazione originale comprendeva Mike Virus, Chris Expulsion, Fat Dave, Geoff, Jarrod, ma durante gli anni vi sono stati vari avvicendamenti fra i membri.
I The Virus si formano nel febbraio del 1998, con Mike Virus alla voce, Chris come chitarra solista, Fat Dave alla chitarra, Jarrod alla batteria, e Geoff al basso. La band esegue i suoi primi show un mese dopo. Durante i primi sei mesi, suonano in diversi concerti, incluso uno a Philadelphia con la band Special Duties, ad un altro all'ormai chiuso Coney Island High a New York.
Nel luglio del 1998, registrano due canzoni per un CD split con la band newyorkese The Manix (con membri di The Devotchkas e The Casualties). Vengono stampate solamente 130 copie del CD, subito sold out. Poco dopo, al bassista originale Geoff viene chiesto di lasciare la band. Dopo aver provato diversi bassisti, si decide di prendere nella band Paul vecchio amico di Fat Dave.
Nel febbraio del 1999, la band registra cinque brani per il loro primo 7", chiamato Global Crisis, e per la compilation "Punx Unite 2" uscita su Charged Records. Il 7" è esaurito nel giro di poco tempo e la band inizia ad avere sempre più proposte per esibirsi dal vivo. In Maggio il chitarrista solista Chris ed il gruppo hanno uno scontro e Chris decide di lasoiare la band. Il gruppo, anche se i componenti sono ormai rimasti in quattro, continua comunque ad esibirsi con regolarità in tutta la Costa Orientale degli Stati Uniti.
A Settembre, la band acquisisce un nuovo elemento, Mike Authority dei No Authority di Philadelphia. A Marzo del 2000, il gruppo registra 12 canzoni per il primo album "Still Fighting For a Future", pubblicato su CD e vinile per l'etichetta Charge Records. Una volta registrato l'album il cantante Mike Virus abbandona la band e Paul assume così il ruolo di cantante. Successivamente viene reclutato Tim dei The Oi!Scouts del New Jersey.
A Giugno la band intraprende un tour di sei settimane negli Stati Uniti affiancati da The Casualties, Endless Struggle, Antidote e Funeral Dress. Al termine del tour Tim informa i compagni che la vita di strada non fa per lui, ma si accorda per restare comunque nel gruppo finché non verrà trovato un sostituto. Nel mese di Dicembre fa il suo ingresso nella band Josh, uno dei loro fan. A Marzo 2001, il gruppo registra alcune nuove canzoni per un picture disc in edizione limitata inizialmente da pubblicare per la Charged Records. Ma è l'etichetta Punk Core Records a comprare i diritti del disco, che viene pubblicato ad Ottobre del 2001, insieme ad un Cd di singoli e rarità.
A Giugno 2000, il gruppo partecipa al "Promote Chaos Festival" di Atlanta insieme a gruppi quali: Anti Nowhere League, The Crack, Peter and the Test Tube Babies. Un mese dopo si recano a Morecambe in Inghilterra per il festival "Holidays In The Sun" che vede tra i musicisti band come The Exploited, The Partisans, GBH, UK Subs, Resistance 77, Threats e Cock Sparrer.
A fine Agosto il gruppo intraprende un breve tour sulla Costa Orientale degli Stati Uniti con gli Olandesi Antidote. Dopo il tour, la band fa una pausa di cinque mesi per scrivere e registrare il secondo album, "Nowhere to Hide" composto da dodici canzoni per la Punk Core Records. In questi cinque mesi Fat Dave abbandona il gruppo. A Febbraio del 2002 viene registrato il secondo album. Drew si unisce alla band come bassista, John passa alla chitarra. Il 15 febbraio suonano a Philadelphia insieme agli "Slaughter & The Dogs".
Il gruppo riprende a suonare regolarmente ogni fine settimana in tutta la Costa Orientale Statunitense. Ad Aprile viene pubblicato il Cd/Lp "Nowhere To Hide". Nel mese di Luglio il gruppo suona nuovamente al festival Inglese "Holidays In The Sun". Continuano poi ad esibirsi in una breve serie di concerti sulla Costa Occidentale insieme ai "The Riffs" di Portland. Ai primi di Settembre partecipano allo HITS Fest ad Asbury Park nel New Jersey. Il momento culminante dell'intera manifestazione sonora si rivela quando Wattie Buchan degli Exploited sale sul palco per cantare insieme ai The Virus la canzone degli Exploited "I Believe in Anarchy". Il gruppo torna in California a fine anno per esibirsi in tre concerti ad Hollywood, Pomona e San Diego accompagnati da The Riffs & The Voids.
Nel 2004 Paul abbandona la band e Jasper ne diventa il cantante. Poco dopo i The Virus smettono di fare concerti e si sciolgono definitivamente. Per qualche tempo Paul continua a suonare con i Nightime Dealers, dei quali fa parte anche Fat Dave. In seguito Paul costituisce la band Kamikaze Zero, ma anche quest'ultima si scioglie. Paul è ora proprietario e tatuatore del 717 Tattoo, situato al di fuori della città di Harrisburg. Jasper forma a sua volta il gruppo post-punk dei The Hunt. Nel 2002 Mike Virus dà vita ai Cheap Sex che però si sciolgono nel 2007.

## Discografia
- 1999 - Global Crisis
- 2000 - Still Fighting for a Future
- 2001 - Singles and Rarities
- 2002 - Nowhere to Hide
- 2003 - Benefits of War

## Formazione originale
- Mike Virus - voce
- Chris Expulsion - chitarra
- Fat Dave - chitarra ritmica
- Geoff - basso
- Jarrod - batteria

### Altri membri
- Paul - voce
- Jasper - voce
- Paul - basso
- Tim - basso
- Josh - basso
- Drew - basso
- Mark Liberty - basso
- Mike Authority - chitarra
- Josh - chitarra Ritmica
- John - batteria